# Constitución de la República Socialista Soviética de Moldavia (1978)
La Constitución de la República Socialista Soviética de Moldavia fue la ley fundamental de la RSS de Moldavia, adoptada el 15 de abril de 1978.

## Historia
En su sesión extraordinaria del 15 de abril de 1978, el Sóviet Supremo de la República Socialista de Moldavia adoptó por unanimidad una nueva Constitución republicana que sustituyó a la antigua Constitución del 12 de enero de 1941, incluidas sus enmiendas posteriores. La nueva Constitución consistió en un preámbulo y 172 artículos, y se preparó como parte de todo el proyecto de ajustar las quince Constituciones republicanas a la nueva Constitución de la Unión Soviética de octubre de 1977.
Fue la segunda Constitución de la RSS de Moldavia.
El 27 de agosto de 1994, la Constitución de la RSS de Moldavia del 15 de abril de 1978, incluidas todas sus revisiones y enmiendas posteriores, fue derogada en su totalidad. En esa misma fecha entró en vigor la nueva Constitución de Moldavia.